# Phidippides

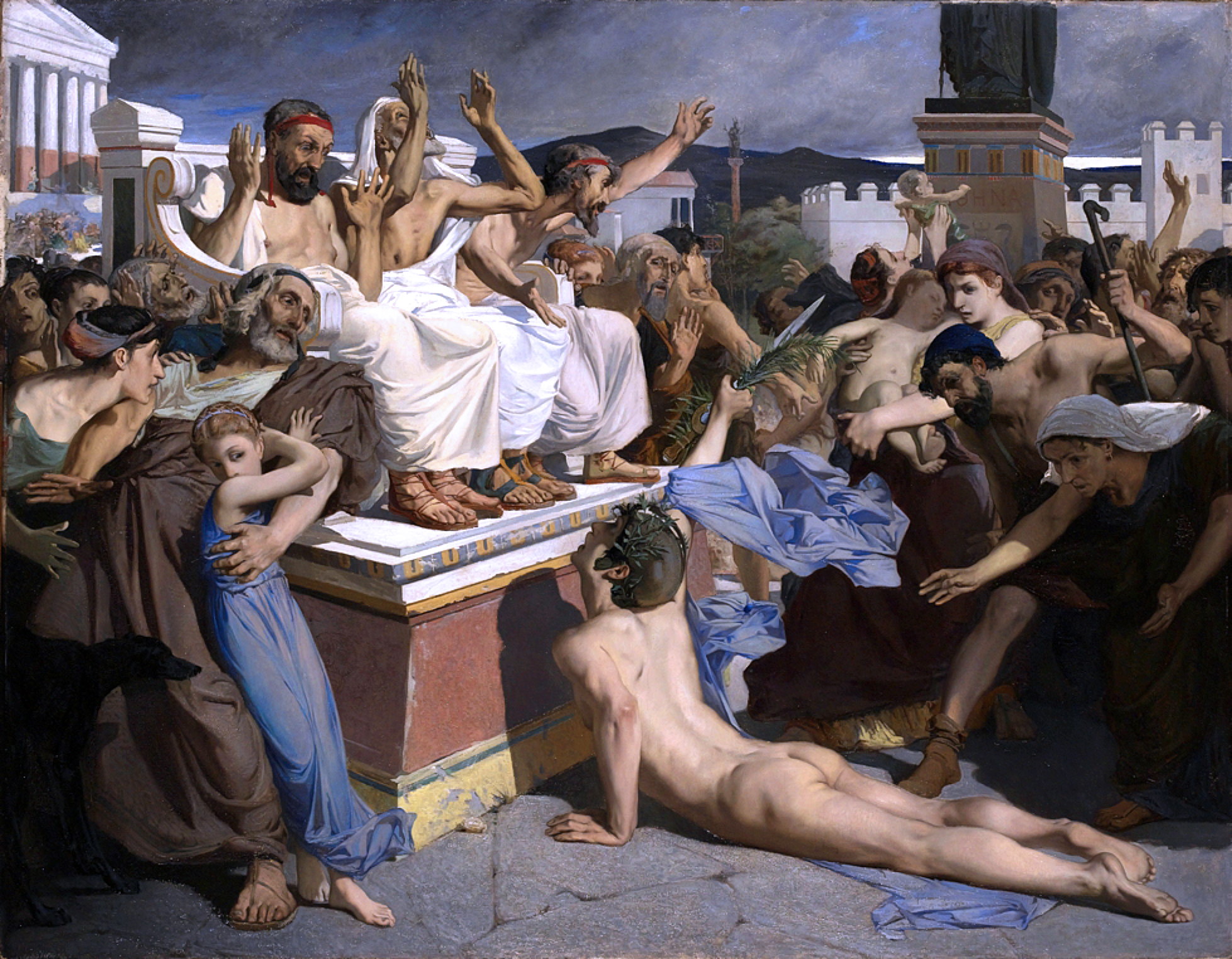
De soldaat van Marathon (Luc-Olivier Merson, 1869).

Phidippides, Pheidippides of Philippides (Oudgrieks: Φειδιππίδης, Φιλιππίδης) (gestorven 490 v.Chr.) was een Griekse koerier naar wiens langeafstandsloop na de Slag bij Marathon het sportevenement de marathon is genoemd. Meer bepaald was hij een Atheense heraut of hemerodrome (ook wel vertaald als "professioneel koerier te voet" of "hele dag koerier") tijdens de Eerste Perzische Oorlog.
Volgens Herodotos (ca. 440 v.Chr.) werd Phidippides verschillende dagen vóór de slag van Athene naar Sparta gezonden om hulp te vragen. Na de weigering van de Spartanen liep de bode terug naar Athene, alles samen bijna 500 km. Op de Parthenionberg bij Tegea had hij de god Pan ontmoet, die vroeg waarom de Atheners hem niet eerden terwijl hij hen goedgezind was. Daarop zouden ze een schrijn voor Pan gebouwd hebben en een jaarlijkse ceremonie ingesteld met een fakkelren.
Bijna zes eeuwen later pende Ploutarchos de klassieke versie van de marathonlegende neer. Zijn boodschapper rende van Marathon naar Athene en viel dood neer na het uitbrengen van de woorden "Wij hebben gewonnen!" (νενικήκαμεν - nenikēkamen). Bij Ploutarchos heette de loper Thersippos of Eukles.
In de 2e eeuw n.Chr. bracht Loukianos van Samosata de naam Phidippides in verband met het verhaal van Ploutarchos. In een stuk over begroetingen (Pro lapsu inter salutandum, 3) beschreef Loukianos hoe de uitgeputte Phidippides aan de Atheense archonten zou gezegd hebben: "Gegroet, wij winnen" (Χαίρετε, νικῶμεν), alvorens in te storten en te sterven.
In de 19e eeuw werden aan Phidippides standbeelden en gedichten (Robert Browning, 1879) gewijd.
De hedendaagse naam Nικηφόρος (hij die de overwinning brengt) verwijst naar Phidippides.
Moderne historici concluderen dat het verhaal een "romantische creatie" is. Hoogstens de Phidippides van Herodotos kan een historische figuur zijn geweest. Naar aanleiding van diens relaas werd in 1982 voor het eerst een Spartathlon gehouden: vier man liepen de 246 km van Athene naar Sparta. Nu is de Spartathlon een klassieke ultraloop.